# Ivan Jazbinšek
Ivan Jazbinšek (ur. 9 sierpnia 1914 w Zagrzebiu, zm. 28 czerwca 1996 tamże) – chorwacki piłkarz grający na pozycji pomocnika. W swojej karierze rozegrał 18 meczów w reprezentacji Chorwacji. Wystąpił także 7 razy w reprezentacji Jugosławii.

## Kariera klubowa
Swoją karierę piłkarską Jazbinšek rozpoczął w klubie BSK Beograd. Grał w nim w latach 1934–1935. W 1935 roku przeszedł do chorwackiego zespołu HŠK Građanski Zagrzeb. Grał w nim do 1945 roku, czyli do czasu rozwiązania drużyny. W sezonach 1936/1937 i 1939/1940 wywalczył z Građanskim dwa mistrzostwa Jugosławii. Z kolei w 1943 roku został mistrzem Chorwacji.
W 1945 roku po rozwiązaniu Građanskiego Zagrzeb i utworzeniu na jego miejsce Dinama Zagrzeb Jazbinšek odszedł do tego drugiego klubu. Grał w nim do końca swojej kariery, czyli do 1950 roku. W 1947 roku został z Dinamem wicemistrzem kraju, a w 1948 - mistrzem.

## Kariera reprezentacyjna
W reprezentacji Jugosławii Jazbinšek zadebiutował 3 kwietnia 1938 roku w wygranym 1:0 spotkaniu eliminacji do MŚ 1938 z Polską. W 1948 roku zagrał na Igrzyskach Olimpijskich w Londynie. Przyczynił się na nich do zdobycia przez Jugosławię srebrnego medalu. W reprezentacji Jugosławii od 1938 do 1941 roku rozegrał 7 meczów.
2 kwietnia 1940 Jazbinšek roku zanotował debiut w reprezentacji Chorwacji w sparingu ze Szwajcarią (4:0). W kadrze Chorwacji od 1940 do 1944 roku wystąpił 18 razy.